# EZ2AC

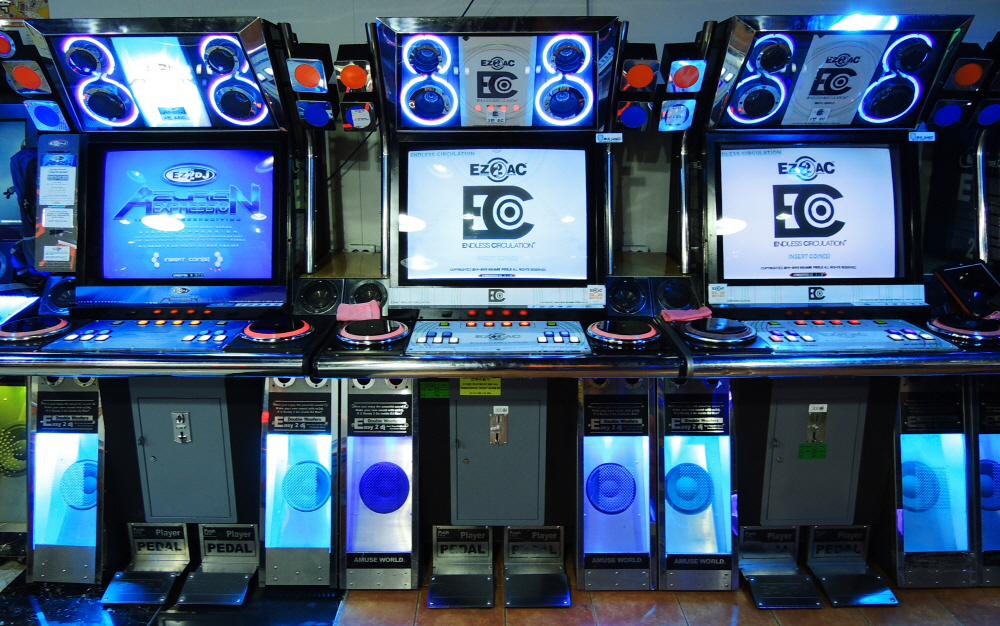
EZ2AC의 기계(울산 게임짱 오락실)

《이지투 아케이드》(EZ2AC)(이전 이름: EZ2DJ)는 대한민국의 게임 개발 단체 EZ2AC Team에서 개발하는 아케이드 리듬 게임이다. 현재 EZ2AC : FINAL:EX가 가동 중이다.

## 게임 방법
화면 상단으로부터 떨어지는 노트에 맞춰 해당하는 키를 누르거나 턴 테이블, 페달을 조작한다. 판정선에 떨어지는 노트를 보고 해당 노트에 해당하는 키를 판정선에 맞춰서 누르면 그루브 게이지가 상승함과 동시에 콤보가 이어지는데, 노트에 해당하는 키를 노트가 판정선과 더 근접했을 때 눌렀을수록 더 높은 점수를 받는다. 판정은 5가지 기준 표시(KOOL/COOL/GOOD/MISS/FAIL)가 있으며, 앞선 순으로 점수가 높다. 또한 콤보가 높을수록 이에 따른 점수 또한 높아진다. MISS와 FAIL의 경우, 그루브 게이지가 하락하며 콤보가 끊어진다.
곡이 끝날 때까지 그루브 게이지가 남아있다면 그 스테이지를 클리어하게 된다. 곡이 끝난 후에는 결과 화면에서 판정을 받는데, S+(EZ2AC:NT부터), A+(1ST SE,7th CLASS R,BE,EZ2AC Endiess Circiaton의 경우 S, 훗날 TT에서 A+랭크가 부활했다.), A, B, C, D, F 순으로 표시된다.(특정 모드의 경우 E랭크가 존재한다. EZ2AC:EC와 EV에서는 모든 모드에 E랭크가 있었지만, EZ2AC:NT부터는 모든 모드에서 E랭크가 사라졌다.) EZ2AC:TT에서는 S+++, S++가 추가되었다. 곡의 처음부터 끝까지 하나의 노트도 틀리지 않거나, 모든 노트를 콤보로 이었을 때는 해당 사항이 결과 화면에 표시되고 일정 점수가 추가된다. 이 추가 점수는 곡별 랭킹에는 적용되지 않는다.
| 판정 표시 | 추가 점수 | 플레이 내용                                                 |
| NO MISS   | 10000점   | 모든 노트를 GOOD 이상의 판정으로 처리했을 경우              |
| ALL COOL  | 30000점   | 모든 노트를 COOL 이상의 판정으로 처리했을 경우              |
| ALL KOOL  | 50000점   | 모든 노트를 KOOL 판정만으로 처리했을 경우 (CV ~ EC)         |
| ALL GOOD  | 200000점  | 모든 노트를 GOOD 판정만으로 처리했을 경우 (1st SE, CV ~ EC) |

EVOLVE부터는 점수 체계가 고정 점수로 바뀌었으며, 게임 플레이 보너스가 사라졌다. 고정 점수는 KOOL 300점, COOL 150점, GOOD 40점이며, 콤보에 따른 보너스는 없다. EZ2Catch 모드의 경우 받은 노트 하나당 500점으로 계산한다.

## 게임 모드
- 5Key Only (Evolve-)

EVOLVE에서 신설된 모드로, 스크래치와 페달을 사용하지 않고 키보드 5개 만을 사용하여 플레이한다.
- 5Key Ruby (구 명칭: Ruby Mix / 2nd-3rd, Platinum-)

초보자를 위한 게임 모드로, 5키 스탠다드와 마찬가지로 5개의 키와 1개의 턴테이블, 1개의 페달을 사용하지만, 스탠다드에 비해 채보의 난이도가 쉬우며 게이지의 감소량이 적고 판정도 보다 후하다. 4th TraX에서 5 Street Mix와 통합되었으나 다음 작품인 Platinum에서 부활하였다.
- 5Key Standard (구 명칭: 5 Street Mix / 1st-)

5개의 키와 1개의 턴테이블, 1개의 페달을 사용하는 모드이다. 2nd 이후의 버전에서는 곡 선택시 2번 키 혹은 4번 키를 누른 채로 곡을 선택하면 패턴의 종류를 고를 수 있다. 특히 7th 이후 시리즈에서는 2번과 4번 키를 동시에 누르면 SHD Mix를 고를 수 있다. EVOLVE부터는 Easy Mix가 사라지고, NM - HD - SHD - EX로 개편되었으며, 파란색 키로 난이도를 변경할 수 있다.
- 7Key Standard (구 명칭: 7 Street Mix / 3rd-)

5개의 키와 2개의 이펙트 버튼, 1개의 턴테이블, 1개의 페달을 사용하는 모드이다. 5키 스탠다드와 같이 3스테이지를 진행한다. 6th 이전까지는 곡별로 난이도가 한 가지밖에 없었으나 7th 이후 시리즈에서는 5 Street Mix와 마찬가지로 난이도를 고를 수 있게 되었다.
- 5Key Course (구 명칭: 5 Radio Mix / 1st, SE, 4th-)

정해진 곡으로 짜여진 코스를 선택하여 연속으로 플레이하는 모드로 기본적인 플레이 방법은 5키 스탠다드와 같다. 등장하는 채보는 대개 스탠다드 모드의 채보를 사용하지만 코스 모드 전용으로 제작된 채보도 있다. 1st와 SE에서는 5스테이지, 4th 이후부터는 4스테이지를 진행한다. 7th 1.0까지는 Hard Random채널에서 SHD Mix가 같이 출현하였으나 7th 1.5에서 Super Hard Random 채널이 분리되었다.
- 7Key Course (구 명칭: 7 Radio Mix / 2nd-)

7키 스탠다드처럼 5개의 키와 2개의 이펙트 버튼, 1개의 턴테이블, 1개의 페달을 사용하는 모드로 5키 코스처럼 정해진 4곡으로 짜여진 코스를 선택하여 플레이한다. EC까지는 청취율 시스템이 있었는데, 노트를 맞추면 청취율이 오르며 노트를 놓치더라도 청취율 감소는 없다. 단, 기본적으로 청취율은 계속 감소하기 때문에 콤보를 이어나갈 필요가 있다. 간접 미스 또한 청취율 증감에 영향을 미치지 않는다. 스테이지가 끝날 때 일정한 청취율 이상을 넘지 못하면 게임 오버 판정을 받는다. EVOLVE부터는 7키 코스 모드도 5키와 같은 게이지 방식으로 바뀌었다.
- 10Key Maniac (구 명칭: Club Mix / 1st-)

EC까지는 10개의 키와 1개의 턴테이블, 1개의 페달을 사용하는 모드로 게임을 진행하는 도중에 곡을 실시간으로 고를 수 있었다. 2nd 이후부터는 이전과는 달리 곡이 끝나면 게임 화면에서 바로 다른 곡을 선택할 시간을 잠시 준다. 7th 이후 시리즈에서는 일정 콤보를 넘을 경우 숨겨진 곡이 출현하는 시스템이 추가되었다. EVOLVE부터는 양쪽 턴테이블을 모두 플레이에 사용할 수 있도록 바뀌었고, 그에 따라 곡을 선택하는 방식도 기존의 스탠다드 모드처럼 바뀌었다.
- 14Key Maniac (구 명칭: Space Mix / 2nd-)

10개의 키와 4개의 이펙트 버튼, 2개의 턴테이블을 사용하는 모드이다. 페달은 배속을 조절하는 데 쓰인다. 시작하기 전에 2곡을 고르고 순서대로 진행하며, 왼쪽의 콤보 게이지를 모두 채우면 플레이 내용에 따라 정해진 3번째 곡을 즐길 수 있다. 6th까지는 특정한 공식에 따라 3번째 곡이 결정되었으나, 7th에서는 3번째 곡이 무작위로 출현하도록 바뀌었다. EVOLVE부터는 곡을 선택하는 방식이 기존의 스탠다드 모드처럼 바뀌었고, 스테이지 수도 3개로 늘어났다.
- 10Key Course (Night Traveler-)

Night Traveler v1.10 이후 신설된 코스 모드로, 10Key Maniac과 같이 10개의 키와 1개의 턴테이블, 1개의 페달을 사용한다.
- 14Key Course (Night Traveler-)

Night Traveler v1.10 이후 신설된 코스 모드로, 14Key Maniac과 같이 10개의 키와 4개의 이펙트 버튼, 2개의 턴테이블을 사용한다.
- CV2 (Night Traveler-)

Night Traveler v1.45에 추가된 모드. 2016년 만우절 이벤트로 만들어진 기획이 실제 플레이 모드로 개발되었다. 여러 게임 모드가 혼합되어 있다. 모든 키와 페달, 스크래치를 사용한다. Time Traveler v1.81에서 부활 및 CV2.5로 개편되었다.
- EZ2Catch (3rd-)

1개의 턴테이블로 캐릭터를 조작해서 화면 아래로 떨어지는 노트를 받는 모드이다. Platinum까지는 숨겨진 모드였으나 6th부터는 정식 모드로 바뀌었다. 7th CV에서는 2/3 Extreme 이펙터가 추가되었는데, 캐릭터의 크기가 줄어들어 난이도가 높아지는 대신 득점이 높아진다. 다만 2/3 Extreme 모드는 랭킹이 꼬이는 문제가 있어 EZ2AC: EC에서 삭제되었다.
- Turntable (4th-)

기타프릭스처럼 건반을 누름과 동시에 스크래치를 돌리는 모드이다. Platinum까지는 숨겨진 모드였으나 6th부터는 정식 모드로 바뀌었다.
- Remember 1st? (6th)

6th에만 존재하는 모드로, 최초의 버전인 1st Tracks를 그대로 구동하는 모드이다. 1st Tracks의 프로그램을 그대로 구동하기 때문에 게임 내용은 모두 동일하지만, 1st에 있었던 컨티뉴 기능은 삭제되었다.
- Double Mode (SE)

Special Edition에 숨겨진 요소로 존재하였던 게임 모드로서 Space Mix와 달리 4개의 이펙트 버튼을 제외한 모든 키와 턴테이블, 페달을 사용하는 모드이다. 2스테이지를 진행한다.
- Full Arrange Mode (SE)

Special Edition의 숨겨진 게임 모드로 화면상의 노트가 나오지 않으며 직접 키음을 내서 연주를 할 수 있다.
- Exercise (1st)

1st에만 존재했던 게임 모드로 DJ.TOMATO가 EZ2DJ의 플레이 방법을 설명하고 따라하는 모드이다. 이후 최신작인 Night Traveler에서 게임 모드가 아닌 튜토리얼로 바뀌어서 추가되었다.

## 이펙터
모드 선택 창, 선곡창 또는 게임 플레이 중 이펙터 버튼을 눌러서 게임 중 옵션을 지정할 수 있다.
- RANDOM/MIRROR: 노트를 랜덤이나 좌우반전으로 배치하는 옵션.
- AUTO: 스크래치나 페달을 자동으로 연주하는 옵션. 이 옵션을 사용할 경우 랭킹 등록이 불가능하며, 자동으로 연주되는 스크래치나 페달은 판정이 나지 않는다.VISUAL: BGA(배경 애니메이션)를 켜거나 끄는 옵션. 기본값은 ON이다.
- BLACK PANEL: 패널 배경을 검은색으로 바꿔서 BGA가 비치지 않게 하는 옵션. EC에서는 E1키를 누른 상태에서 페달을 밟아서 적용했으나, EV에서 VISUAL과 같은 계열의 이펙터로 편입되었다(누를 때마다 VISUAL ON-BLACK PANEL-VISUAL OFF 순으로 적용).
- REVERSE: 패널을 상하반전시키는 옵션. 댄스 댄스 레볼루션이나 펌프 잇 업처럼 노트가 아래에서 위로 올라간다.
- 4D/5D: 노트마다 떨어지는 속도가 달라지게 된다. Platinum까지의 EZ2CATCH는 HARD 난이도에서 이 옵션이 기본 적용되었다.
- NOTE EFFECT: 노트의 모양을 변경시키는 옵션.
- BASS BOOST: 저음을 증폭시키는 옵션.
- TREBLE BOOST: 고음을 증폭시키는 옵션.
- SPEED: 노트가 떨어지는 속도를 조절하는 옵션. 기본값은 2.00이다.

## 출시된 버전
- EZ2DJ The 1st Tracks (1999년 4월 20일)

시리즈의 첫 작품. 시리즈에서 유일하게 EXERCISE 모드가 탑재되어 있으며, 곡은 모두 22곡이 수록되어 있다. EZ2DJ의 모든 작품 중에서 판정과 라이프 게이지 증감이 엄격한 편이다. 후에 6th TraX에서 1st 프로그램을 그대로 구동하는 Remember 1st? 모드가 추가되었다.
- EZ2DJ The 1st Tracks Special Edition (1999년 12월 15일)

1st TraX의 확장판 성격의 작품으로, 신곡 10곡과 1st의 곡을 편곡한 곡들이 추가되었다. 시리즈 최초로 외부 라이선스 곡이 수록되었으며, EZ Mix, HD Mix, Re Mix, 4D Mix등의 난이도 선택이 처음으로 도입되었다. 또한 전작에서는 커맨드를 입력해야 걸 수 있었던 이펙터를 곡 선택 화면에서 고를 수 있게 되었다. 이 버전에서 특정한 조건을 만족하면 E, Z, D, J 모양의 노트가 연속해서 떨어지는 찬가 스테이지가 등장하였다.
- EZ2DJ 2nd TraX: It Rules Once Again (2000년 11월 1일)

이지투댄서에 선행 수록된 7곡과 신곡 20곡으로 모두 27곡이 추가되었다. Ruby Mix와 Space Mix가 새로 추가되었으며, Radio Mix가 7키를 사용하는 시스템으로 바뀌었다. 곡별 랭킹 시스템이 추가되었다. 이펙터 버튼으로 배속을 플레이 중에 바꿀 수 있게 되었는데 이로 인해 SE까지 이어지던 이펙트 시스템이 아닌 CUTOFF 필터 이펙트가 새로 채용되었다.
- EZ2DJ 3rd TraX: Absolute Pitch (2001년 9월 17일)

신곡 20곡이 추가 수록되었다. Radio Mix처럼 7키를 사용하는 7 Street Mix, 턴테이블만을 사용하는 EZ2Catch 모드가 추가되었다. 또한 1스테이지부터 모든 곡을 고를 수 있는 올송 커맨드가 추가되었다. 공식 웹사이트에서 인터넷 랭킹이 진행되었던 건 이 작품이 마지막이었다. 3rd 개발 이후 많은 인원이 나갔으며, 대부분 패밀리웍스(펜타비전의 전신)로 자리를 옮겼다.
- EZ2DJ 4th TraX: Over Mind (2002년 7월 28일)

패밀리웍스의 외주 형식으로 제작되었다. 20곡의 신곡이 추가되었고, 2nd에서 폐지되었던 5 Radio Mix가 부활하였다. 턴테이블과 페달을 밟지 않아도 자동으로 연주되는 오토 스크래치/페달 모드가 추가되었다.
- EZ2DJ Platinum: Limited Edition (2003년 9월 6일)

4th TraX까지의 거의 모든 곡이 수록되었고, 신곡 12곡과 기존 곡의 리믹스 4곡이 추가되어 112곡이 수록되었다. 많은 부분이 디제이맥스의 개발사인 펜타비전의 외주 작업으로 개발되었다. Super Random 이펙트와 Hyper Random이 기존과 다른 형태로 변경되었는데 이는 6th에서 다시 이전 형태로 돌아갔다. 정식 명칭은 'EZ2DJ Platinum : Limited Edition'이지만, 후에 나온 7th 게임 내에서는 'EZ2DJ 5th TraX : Platinum'이라고 잘못 표기하였다.
- EZ2DJ 6th TraX: Self Evolution (2004년 8월 17일)

제작진이 완전히 교체된 상태에서 만들어진 EZ2DJ의 6번째 작품. 신곡 15곡과 기존 곡의 리믹스 10곡으로 모두 25곡이 추가되었다. 단계별 해금 시스템이 도입되었는데, 특정한 조건을 만족시키면 숨겨진 곡, 채널이 해금되며 해금 상황은 타이틀 화면의 글자를 통해 확인할 수 있다. EZ2Catch와 Turntable 모드가 정식 모드로 바뀌었으며, 1st Tracks를 그대로 구동하는 Remember 1st? 모드가 추가되었다. CUTOFF 시스템이 다시 이펙트 시스템으로 돌아가기도 했다. 또한 버추얼 배틀(Virtual battle)이라는 신기능을 도입하여 각 곡의 1위와 점수를 겨룰 수 있게 되었다. 이기지 못하면 게임오버가 되지만 곡별 랭킹을 등록할 수는 있다.
- EZ2DJ 7th TraX: Resistance (v1.0) (2007년 3월 14일)

2년 반 만에 나온 7번째 작품. 6th의 제작진과도 전혀 다른 새로운 제작진이 만든 작품으로, 30여 곡의 신곡이 추가되어 모두 150여 곡을 수록하고 있다. 롱노트를 누르고 있을 때 콤보가 계속 올라가는 롱노트 콤보 시스템이 도입되었으나, 구곡(7th 이전의 곡들)에는 적용되지 않는다. 그 외에 시리즈별 올송 커맨드, Radio Mix의 채널별 랭킹 등 자잘한 변화가 있었다. 전작까지는 거의 없었던 난이도 14 이상의 곡이 많이 추가되는 등 게임의 전체적인 난이도가 높아졌다. 코나미와의 소송에서 패소함으로써 이후의 작품엔 8th TraX를 붙일 수 없게 되었다.
- EZ2DJ 7th TraX: Resistance (v1.5) (2007년 12월 4일)

7th의 제작진과 관계없는 새로운 제작진이 만들었다. 7th TraX의 확장판 형식으로 발매되었는데, 11곡의 신곡이 추가되었다. 그 외에 Platinum 방식의 Super Random, Hyper Random 이펙트가 부활하는 등 세부적인 요소의 추가가 있었다. 정확한 수정 내용은 여기 보관됨 2016-03-09 - 웨이백 머신서 찾을 수 있다.
- EZ2DJ 7th TraX: Resistance (v2.0) (2008년 3월 27일)

7th 1.5의 추가 패치에 해당한다. 수록곡, 그래픽적 요소의 추가 및 버그, 패턴 수정이 있었다. 현재 관련 정보를 여기 보관됨 2016-03-06 - 웨이백 머신서 확인할 수 있다. 이 버전부터 BGA가 안보이게 하는 BG 이펙터(BErA에서 Visual로 바뀜)가 추가되었다.
- EZ2DJ 7th TraX Class R: Codename : Violet (v3.0) (2009년 3월 30일)

개인화 시스템인 패스워드 시스템이 추가되었으며, 랭킹 닉네임의 글자 수가 4글자에서 5글자로 늘어났다. 일부 이펙터 및 상당수의 이전 곡들이 삭제되었다. 또한 10곡의 신곡이 추가되었다. 색상 컨셉은 보라색. 게임 컨셉은 '해킹'이다. 기존의 7th보다 훨씬 더 진보적인 시스템 개편이 있었으며 그래픽도 전보다 화려해졌으나 사운드가 깨지는 버그의 빈도가 늘어나거나 퍼미션 액세스 버그 등의 오류가 있었다. 훗날, EZ2AC EV에서 8번째 작품으로 인정받았다.
- EZ2DJ 7th TraX Class R: Codename : Violet (v3.1) (2009년 5월 19일)

전 3.0버전에서 있었던 버그들을 거의 다 잡아내었고 신곡 2곡이 추가되었다. 개인 정보화 시스템인 패스워드 시스템의 허술함을 알고 패스워드 시스템이 삭제되었으나 2.0의 해금 방식으로 돌아갔으나 2.0과 다른 점은 타이틀에서 ACESS PERMISSION (n) 문구로 해금 치트가 어디까지 갔는 지를 확인할 수 있다.
- EZ2DJ 7th TraX Bonus Edition (2010년 11월 9일)

사실상 9번째 시리즈. 세이빈 사운드 스타의 곡이 30곡, 신곡 9곡(오픈 6곡)이 추가되었으며, 전작에 실리지 못한 곡(4곡)도 일부 삽입되었다. 추가된 곡은 모두 범용 BGA를 사용한다. 높은 난이도의 곡이 대부분이며 Ez2Catch에는 H난이도가 추가되었지만 1차 패치에서 삭제되었다. 단, 루비 믹스는 신곡이 없다. 전체적인 색상은 빨간색, 어뮤즈월드 로고는 삭제되었다. 발매 후 시스템이 정지되는 심각한 문제가 발견되어서 11월 10일 1차 수정(패치)이 이루어졌다.
- EZ2DJ 7th TraX Bonus Edition revision A (2011년 2월 17일)

Bonus Edition의 문제점들이 상당수 해결되었으며, 이전 버전에서 삭제된 곡들이 모두 부활했다. 처음 시작할 때의 이펙트 음이 Platinum 때의 음으로 변경되었고, 모드 셀렉트 시스템 이펙트음이 6th로, 곡별 랭킹 및 종합랭킹 BGM은 1st 때의 음으로 변경되었다. 그 외에 곡 셀렉트 화면에서 버전 정보가 당시 게임 타이틀 로고 이미지로 출력된다. 플레이 전 카운트 폰트가 바뀌고 Game Over 애니메이션도 4th 때의 것으로 회귀했다.
- EZ2DJ: Azure Expression (2012년 3월 7일)

10번째이자 EZ2DJ 시대의 마지막 시리즈이다. 컨셉 컬러는 푸른색이다. 인터페이스를 상당히 개선하였다. 모드 셀렉트 화면에서 각 모드에 대한 한글 설명을 추가하였고 모드 별 로딩 화면을 추가하였다. 클럽믹스 스테이지 전환 시 선곡시간과 스페이스 믹스 선곡 시간을 늘렸다. 클럽믹스, 스페이스 믹스, Ez2Catch, 턴테이블 모드의 리절트 창 대기 시간이 연장되었다. 연주 종류 후 Top 5 랭킹등록 시간도 연장되었다. 새로운 스킨이 추가되었고, Ez2Catch의 새로운 노트가 추가되었다. 19곡의 신곡이 추가되었고, 스탭롤 스테이지가 추가되었다. 라이센스 문제로 인해 7th TraX 이후 이전 곡 48곡이 삭제되었다. 엔딩 BGM을 Theme of Ez2Dj II로 변경하였다.
정식 발매일은 3월 7일이었으나 실질적인 기기 업그레이드는 다음날인 8일부터 이루어졌다.
- EZ2DJ: Azure Expression ~Integral Composition~ (2012년 6월 21일)

AXIS 포함 총 13곡의 신곡이 추가되었다. 일부 곡의 난이도·패턴·판정 수치·스크롤 속도가 변경되었다. 일부 곡의 패턴 및 BGA가 추가되었다. AE 전용 범용 BGA가 추가되었으며 일부 곡의 아이캐치 및 디스크 이미지가 변경되었다. 일부 라디오 채널이 수정되었다. 시스템 안정화의 중점을 둔 보완패치 성격의 작품이다. 질 높은 BGA로 인해 사용자들에게 호평을 받고 있다.
Azure Expression이 가동 중인 매장을 대상으로 무상 업그레이드를 제공하였다.
- EZ2AC: Endless Circulation (2013년 5월 7일)

11번째 시리즈이며, 메인 타이틀이 EZ2DJ에서 EZ2AC로 변경되었으며 대대적인 인터페이스 개선이 이루어졌다. 게임 시작시 How to Play가 추가되었고 신곡(24+20), 블랙 패널 기능, 클럽믹스 빠른 스킵 기능이 추가되었다. 루비믹스/턴테이블 AE, EC 스킨이 추가 되었다. 루비믹스 곡별 랭킹이 추가되었다. 스페이스믹스 사운드 이펙트 설정 기능이 추가되었다. 이외에도 다양한 기능이 추가되고 변경되었다.
- EZ2AC: Evolve (v1.0) (2014년 12월 26일)

12번째 시리즈. 5K ONLY 모드가 추가되었고, 타이틀과 시작 연출을 비롯한 모든 화면의 UI가 변경되었다. 모드 선택 시 대분류가 추가되었으며 난이도 선택 방식이 토글 방식으로 변경되었다. 해당 곡의 전체 난이도를 볼 수 있는 기어가 추가되었다. MANIAC 모드에서 해당 곡의 전용 BGA가 출력된다. 랭킹 닉네임 글자수가 변경되었다. 신곡이 추가되었고, 새로운 패턴과 패널, 노트 스킨이 추가되었다. Ez2Dj의 뼈대라고 할 수 있는 많은 것들이 전면 개편되었다. 모드 이름이 변경되었고, 10K MANIAC·14K MANIAC 모드가 개편되었다. 표기 레벨 재설계와 함께 난이도 체계 및 점수 산정 방식이 개편되었다. 스테이지 결과 화면 또한 개편되었다. (v1.0)
발매 후 게임 진입 중 인게임이 아닌 Warning 화면으로 이동하는 현상이 발견되어서 12월 30일 핫픽스가 이루어졌다. (v1.2a)
PCB 업그레이드(선택사항)를 통해 로딩 속도가 향상되었고, 운영체제가 윈도우 98 SE에서 윈도우 XP로 변경되었다. (v1.3c) (2015년 1월 10일)
모드 셀렉트에서 세부 설명이 추가되었고 선택된 난이도가 기어 점등이 된다. 스테이지 결과 화면이 수정되었고 All Combo 표시가 복구되었다. Game Over시 페이드아웃 된 후 스테이지 결과 화면이 표시된다. Combo Weight Score 커맨드가 추가되었다. 블랙 패널이 정규 이펙트로 편입되었고 곡 정렬 기능이 부활하였다. 1.3c 버전에서 발생한 사운드 출력 이상이 수정되었다. 신곡과 새로운 패턴이 추가되었다. Sabin Sound Star 및 리마스터링 BGA가 이식되었다. 32bit 색상이 적용된다. 시스템 안정화가 이루어졌다. (v1.50) (2015년 3월 30일)
MANIAC, CASUAL 모드의 일부 곡에서 발생하던 스킵 현상이 수정되었다. MANIAC 모드에 존재하는 더미 패턴이 삭제되었다. 특정 기능의 오작동 문제를 수정하였다. 일부 콘텐츠가 추가 및 수정되었다. 이번 패치부터 USB를 통한 업데이트가 제공된다. (v1.51) (2015년 4월 2일)
EZ2CATCH 모드에서 Messier 333 HD 패턴이 존재하지 않던 문제를 수정하였다. 게임에 영향을 줄 수 있는 중대한 취약점을 수정하였고 기타 콘텐츠가 보강되었다. (v1.53) (2015년 4월 2일)
신곡과 새로운 패턴이 추가되었다. 5K Only 스킨과 코인 투입 연출이 추가되었다. 선곡 창에서 건반을 이용해 커서의 위치를 시리즈별로 이동할 수 있는 기능이 추가되었다. (v1.60) (2015년 5월 1일)
5K Only 스킨이 추가되었다. 14K 모드에서 일부 패턴이 플레이 불가능한 현상이 수정되었다. (v1.61) (2015년 5월 1일)
신곡과 5K Course의 코스가 추가되었다. 일부 곡의 난이도 변경 및 패턴이 추가되었다. 일부 곡에서 음이 비정상적으로 출력되던 문제가 수정되었다. (v1.70) (2015년 6월 21일)
게임 진행에 치명적인 문제가 수정되었다. 일부 곡에서 게임이 비정상적으로 종료되는 문제가 수정되었다. (v1.71) (2015년 6월 21일)
신곡과 5K Course, 7K Course의 코스가 추가되었다. First Fantasy, On My Way의 리마스터 버전이 일부 모드에 추가되었다. Drive to You의 음향 밸런스가 수정되었다. 동영상 BGA가 존재하는 곡을 선택할 때 REVERSE 옵션이 적용되지 않던 문제가 수정되었다. 그 외에 알려진 버그들이 수정되었다. (v1.80) (2015년 7월 20일)
게임 진행에 문제가 되는 부분이 수정되었다. (v1.81) (2015년 7월 21일)
신곡과 5K Course, 7K Course의 코스가 추가되었다. 2P 플레이 시 게임 진행에 일부 문제가 발생하는 부분을 수정하였다. (v1.90) (2015년 8월 14일)
- EZ2AC: Evolve (v2.00) (2015년 9월 26일)

새로운 곡과 코스가 추가되었다. 일부 곡의 패턴 및 BGA가 추가되었다. 포인트 시스템이 추가되었으며 인터페이스가 일부 개선되었다. (v2.00)
5K Course, 7K Course의 코스가 추가되었다. 게임 진행에 문제가 되는 부분을 수정하였다. 문제가 발견되어 배포가 잠시 후에 중단되었다. (v2.01b) (2015년 10월 7일)
게임 진행에 문제가 되는 부분을 수정하였다. (v2.02b) (2015년 10월 8일)
- EZ2AC: Night Traveler (v1.01) (2016년 1월 28일)

타이틀과 시작 연출을 비롯한 모든 화면의 UI가 변경되었다. 게임 시작 시 튜토리얼이 추가되었고, 플레이 옵션 설정을 불러오기 방식으로 개편하였다. 곡 선택화면에서 순위 보기 기능과 BPM 표시가 추가되었다. 스테이지 결과 화면의 RATE 시스템이 개편되었다. 새로운 곡과 스킨이 추가되었고, 일부 곡의 난이도가 변경되었다. 스크롤 속도가 BPM 기준으로 통일되었다. (v1.01)
10K Course와 14K Course 모드가 추가되었다. 5K Course, 7K Course의 코스가 추가되었다. 새로운 곡이 추가되었고, 일부 곡의 음향 밸런스가 수정되었다. 게임 진행에 문제가 되는 부분을 수정하였다. (v1.10) (2016년 2월 21일)
각 Course 모드에서 랭킹을 등록한 경우 랭킹이 표시된다. 14K Course 게이지가 보정되었다. 게임 진행에 문제가 되는 부분을 수정하였다. (v1.11) (2016년 3월 12일)
게임 진행에 문제가 되는 부분을 수정하였다. 새로운 곡이 추가되었다. Keep On!의 SHD와 EX 난이도가 서로 변경되었다. (v1.20) (2016년 4월 16일)
일부 곡에서 게임이 비정상적으로 종료되는 현상을 수정하였다. 일부 곡과 일부 코스의 패턴 관련 문제가 수정되었다. Dreamy Days, Dancing Light 음향 밸런스가 조정되었다. Thrust Out의 BGA 타이밍을 조정하였다. Casual 모드의 일부 패턴의 난이도가 조정되었다. (v1.21) (2016년 5월 9일)
게임 진행에 문제가 발생하는 부분을 수정하였다. Liquid Cube SHD (7K Standard)의 패턴 관련 문제가 수정되었다. (v1.22) (2016년 5월 10일)
5K/7K Course의 OMEGA 코스 패턴 관련 문제가 수정되었다. 10K Maniac/Course에서 2P 플레이시 SWAP 기능이 활성된 상태로 시작된다. EZ2catch에서 Catcher 이동 속도 세부 조정이 변경되었다. Sensation of Stage, VOICE 음향 밸런스가 조정되었다. Dancing Light의 BGA가 영상으로 교체되었다. (v1.23) (2016년 5월 11일)
게임 안정성이 개선되었다. 새로운 곡이 추가되었다. 7K Standard 모드의 난이도가 전반적으로 조정되었다. 10K Maniac 모드의 그루브 게이지 설정이 전반적으로 조정되었다. (v1.30) (2016년 6월 11일)
5K Course, 7K Course, 10K Course, 14K Course의 코스가 추가되었다. (v1.31) (2016년 6월 18일)
게임 진행에 문제가 되는 부분이 수정되었다. (v1.32) (2016년 6월 18일)
게임 진행에 문제가 되는 부분이 수정되었다. (v1.33) (2016년 7월 11일)
게임 진행에 문제가 되는 부분이 수정되었다. (v1.34) (2016년 7월 12일)
새로운 곡이 추가되었다. (v1.40) (2016년 7월 29일)
게임 진행에 문제가 되는 부분이 수정되었다. (v1.41) (2016년 7월 29일)
CV2 모드의 콘텐츠가 활성화되었다. (v1.45) (2016년 8월 2일)
게임 진행에 문제가 되는 부분이 수정되었다. (v1.46) (2016년 8월 2일)
새로운 곡이 추가되었다. 5K Course, 7K Course, 10K Course, 14K Course의 코스가 추가되었다. CV2 모드 콘텐츠가 일부 보강되었다. 게임 진행에 문제가 되는 부분이 수정되었다. (v1.50) (2016년 8월 17일)
게임 진행에 문제가 되는 부분이 수정되었다. (v1.51) (2016년 8월 17일)
게임 진행에 문제가 되는 부분이 수정되었다. (v1.52) (2016년 8월 18일)
새로운 곡이 추가되었다. 5K Course, 7K Course, 14K Course의 코스가 추가되었다. Lazy Days의 BGA가 추가되었다. (v1.60) (2016년 9월 14일)
새로운 곡이 추가되었다. 10K Maniac/Course의 간접 미스 범위가 수정되었다. (v1.70) (2017년 1월 28일)
게임 진행에 문제가 되는 부분이 수정되었다. 10K Maniac 일부 곡의 난이도가 변경되었다. (v1.71) (2017년 1월 28일)
새로운 곡이 추가되었다. 5K Course, 7K Course, 10K Course, 14K Course의 코스가 추가되었다. 데모 플레이가 추가되었다. 인트로가 변경되었고 옵션 윈도우가 수정되었다. 게임 진행에 문제가 되는 부분이 수정되었다. (v1.80) (2017년 5월 15일)
7K Course의 코스가 추가되었다. 7K Course 중 water-flame의 곡 구성이 일부 변경되었다. 토털 리절트에서 랭크 표기에 문제가 발생하던 부분을 수정하였다. EZ2CATCH 모드에 발생한 스킨 오류를 수정하였다. 게임 진행에 문제가 되는 부분이 수정되었다. (v1.81) (2017년 5월 21일)
우주미아의 코러스 음향이 조정되었다. EZ2CATCH 플레이 중 스타트 버튼과 페달을 동시에 입력할 경우 턴테이블의 회전 방향이 반대로 바뀌는 기능이 추가되었다. LEVEL : ZETA, LEVEL : LAMBDA 코스의 BGA가 낮은 사양으로 변경되었다. 게임 진행에 문제가 되는 부분이 수정되었다. (v1.85) (2017년 7월 21일)
새로운 곡이 추가되었다. 5K Course, 10K Course의 코스가 추가되었다. (v1.90) (2017년 11월 11일)
게임 진행에 문제가 되는 부분이 수정되었다. (v1.91) (2017년 11월 11일)
새로운 곡이 추가되었다. 타이틀 화면의 제작사 표기가 추가되었다. (v1.95) (2019년 4월 1일)
새로운 곡이 추가되었다. (v1.98) (2020년 2월 12일)
새로운 곡이 추가되었다. (v2.01) (2020년 4월 20일)
- EZ2AC: Time Traveler (v0.90) (2017년 8월 16일)

그래픽이 향상되었다. 스크롤 속도 조정이 가능한 세부 배속 조절 시스템이 추가되었다. VGA가 GeForce 7xxx 계열로 교체되었다. BGA 추가와 함께 과거곡 BGA가 리마스터링 되었다. 새로운 곡과 스킨이 추가되었고, 판정 점수가 일부 변경되었다. Ez2Dj 7th TraX: Resistance (v1.0) 일부 곡이 부활하였다. (v0.90)
발매 당일 심야에 Day-1 패치가 진행되었다. 게임 진행에 문제가 되는 부분과 많은 버그들이 수정되었다. (v1.00)
새로운 곡이 추가되었다. 게임 진행에 문제가 되는 부분이 수정되었다. 업데이트 패키지에 문제가 생겨 배포가 바로 중단되었다. (v1.10) (2017년 8월 20일)
게임 진행에 문제가 되는 부분이 수정되었다. (v1.11) (2017년 8월 21일)
하드디스크 교체가 진행되었다. 게임 진행에 문제가 되는 부분이 수정되었다. Result 배경이 변경되었다. QR코드 화면 배경에 애니메이션 효과가 추가되었다. 로딩 속도가 개선되었다. (v1.15b) (2017년 8월 27일)
게임 진행에 문제가 되는 부분이 수정되었다. 새로운 곡이 추가되었다. S++, S+++ 랭크가 추가되었다. White Rose BGA 싱크가 수정되었다. (v1.20) (2017년 9월 17일)
새로운 곡이 추가되었다. 5K Course, 10K Course의 코스가 추가되었다. 점수 체계가 Night Traveler 방식으로 환원되었다. 리절트에서 표시되는 랭크의 기준이 조정되었다. 기본 판정선이 Night Traveler와 같은 시점으로 환원되었다. 기존 Time Traveler의 판정선을 선택할 수 있는 커맨드가 추가되었다. S++++ 랭크가 추가되었다. (v1.30) (2017년 11월 11일)
Super Random 옵션을 선택한 경우 EV랜덤 설명이 출력되는 문제가 수정되었다. 게임 진행에 문제가 되는 부분이 수정되었다. (v1.31) (2017년 11월 11일)
일부 곡의 난이도 변경 및 패턴이 추가되었다. Ez2Dj 7th TraX: Resistance (v1.0) 일부 코스가 부활하였다. (v1.40) (2018년 4월 1일)
일부 곡의 난이도 변경 및 패턴이 추가되었다. Ez2Dj 7th TraX: Resistance (v1.0) 일부 코스가 부활하였다. (v1.50) (2018년 5월 6일)
코스 모드의 스크롤 속도가 배속 비례 고정 스크롤 수치로 변경되었다. 10Key Maniac 모드의 전반적인 개편이 이루어졌다. 5K Course의 코스가 추가되었다. 일부 곡의 난이도 변경 및 패턴이 추가되었다. (v1.60) (2018년 6월 23일)
모드 선택 화면에서 업데이트 내역 보기 기능이 추가되었다. 새로운 곡이 추가되었다. 일부 곡의 패턴이 추가되었다. 일부 곡의 난이도가 조정되었다. 5K Course, 7K Course, 10K Course, 14K Course의 코스가 추가되었다. 5K Standard 모드의 Seize the Day SHD 버그가 수정되었다. EZ2CATCH 모드의 Let it go HD 스킵 현상이 수정되었다. 5K Course 모드의 18+ 코스 난이도가 완화되었다. I/O 리셋으로 인한 코인 투입 현상의 대책이 추가되었다. 기본 배속이 2.00에서 2.50으로 변경되었다. (v1.70) (2018년 11월 11일)
일부 곡의 패턴이 추가되었다. 일부 곡과 코스의 난이도가 조정되었다. 10K Maniac 모드 LIGHTFALL EX에서 음악이 재생되지 않던 문제가 수정되었다. 10K Maniac 모드 빛바랜영혼 HD, SHD의 음악 시작점이 맞지 않던 문제가 수정되었다. 7K Course 모드 KIEN 코스 Soul Destructor에서 비정상적인 패턴을 불러오던 문제가 수정되었다. 14K Course 모드 dimcynical 코스 White Rose 게이지와 판정이 정상적으로 수정되었다. 게임 진행에 문제가 있던 부분이 수정되었다. (v1.71) (2018년 11월 17일)
새로운 곡이 추가되었다. 5K Course, 7K Course, 10K Course, 14K Course의 코스가 추가되었다. (v1.75) (2018년 12월 22일)
새로운 곡이 추가되었다. 5K Course, 10K Course의 코스가 추가되었다. 일부 곡의 패턴이 추가되었다. 5K Course 모드의 Level : OMEGA의 플레이 문제가 수정되었으며 Level : OMEGA -Origin-으로 제목이 변경되었다. (v1.77) (2019년 4월 1일)
CV2.5 모드가 부활 및 개편되었다. 새로운 곡이 추가되었다. 일부 곡의 난이도 변경 및 패턴이 추가되었다. (v1.81) (2019년 5월 2일)
CV2.5 모드에서 EZ2CATCH를 선택했을 때 서클 노트 사용 시 게임이 종료되던 문제가 수정되었다. (v1.82) (2019년 5월 2일)
CV2.5 모드의 새로운 콘텐츠가 추가되었다. CV2.5 모드에서 7K Standard 플레이 시 2P에서 패턴이 제대로 출력되지 않던 문제가 수정되었다. (v1.83) (2019년 5월 2일)
새로운 곡이 추가되었다. (v1.90) (2020년 2월 1일)
새로운 곡이 추가되었다. (v1.93) (2020년 4월 20일)
CV2 모드 진입 오류가 수정되었다. (v1.94) (2020년 4월 21일)
새로운 곡이 추가되었다. Time Traveler 신규 코스들이 목록에서 사라지는 현상이 수정되었다. (v1.96) (2020년 4월 23일)
새로운 곡이 추가되었다. 5K Course, 7K Course, 10K Course, 14K Course의 코스가 추가되었다. Last Knot의 BGA가 추가되었다. (v2.00) (2020년 8월 6일)
10K Course 모드의 Time Paradox 코스 그루브 게이지가 수정되었다. 클로징 크레딧이 수정되었다. 버그가 수정되었다. (v2.01) (2020년 8월 7일)
- EZ2AC: Final (2019년 5월 30일)
- EZ2AC: Final EX (v0.90) (2020년 8월 7일)

새로운 곡이 추가되었다. 일부 곡의 패턴이 추가되었다. 일부 곡의 난이도가 변경되었다. (v1.00) (2020년 8월 7일)
버그가 수정되었다. (v1.01) (2020년 8월 7일)
새로운 스킨이 추가되었다. 7K Standard picking EX 패턴이 수정되었다. 7K Standard Moving On 판정이 수정되었다. 일부 곡의 난이도가 수정되었다. 기타 버그가 수정되었다. (v1.02) (2020년 8월 9일)
일부 패턴의 겹침 노트가 수정되었다. 7K Standard picking EX 패턴이 수정되었다. (기존 패턴 water-flame 랜덤 코스로 편입) 5K Standard The Last Page NM, HD 롱노트 길이가 수정되었다. 10K Maniac Last Flight EX 패턴이 수정되었다. Turntable Last Flight HD 패턴이 수정되었다. 5K Standard Terminated Protocol SHD 페달 박자가 수정되었다. (err 코스 포함) 게임에 문제가 되는 부분이 수정되었다. (v1.03) (2020년 8월 11일)

## 논란

### 표절 및 특허권 논란
코나미사가 EZ2DJ를 자사가 만든 비트매니아 시리즈와 게임 방식이나 기기 디자인이 매우 유사하다는 이유로 어뮤즈월드에게 1999년 6월에는 의장권, 2001년 9월에는 특허권 소송을 걸었다.
의장권 소송에서는 2002년에 최종적으로 어뮤즈월드가 승소하고 코나미가 패소했다..
이후 특허권 소송 판결은 2007년 7월 8일 코나미가 일부 승소했다. 그 결과 어뮤즈월드에는 EZ2DJ 1st~3rd 잔여 물량의 전량 폐기 및 생산 중단 명령이 내려졌으며, 총 117억 8700만원(게임세상 약 78억 5100만원, 어뮤즈월드 39억 3600만원)을 배상하라는 판결이 났다.

### 음파공격 버그
EZ2DJ 7th TraX: Resistance (Version 1.5)부터 발생했던 버그로, 게임 도중에 이상한 소리가 나서 정상적인 플레이를 방해하는 현상을 말한다. "삑"이나 "뽁찡"일명 "뽁찡" "mesieer333 뽁찡"과 같은 소리를 내면서 버그가 발생되며, 음이 섞이거나 깨지는 등의 오작동을 일으킨다. 이 현상이 나타나면 기기를 리셋하지 않는 한 해결이 불가능하다.
EZ2AC의 개발자 중 하나인 FOX-B는 이 현상이 음원 용량이 커서 발생하는 문제라고 설명했다. 이후 EC에서 음원 용량을 줄이면서 오류가 줄어들었으며, EVOLVE 1.3c에서 기판과 운영체제를 교체하면서 이 문제가 해결되었다.

### EZ2AC 불법 논란
EZ2AC: ENDLESS CIRCULATION 발매 이후, 어뮤즈월드의 대표이사인 전경수라고 주장하는 누군가가 전국 오락실들에 'EZ2AC는 불법 게임이다'라고 적힌 안내문 보관됨 2016-03-08 - 웨이백 머신을 배포하고 다닌 적이 있었다. 해당 안내문에 의하면 EZ2AC는 EZ2DJ의 프로그램을 불법으로 변조하고, 기존 음원을 무단으로 사용한 게임이며, 본인 전경수는 전 대표이사인 정광현으로부터 경영권을 받은 사람이라고 주장하고 있다.
EZ2AC의 개발사인 SQUARE PIXELS에서 이것은 전 대표이사와의 트러블 때문의 발생한 오해이며, EZ2AC는 합법적인 절차로 개발된 게임이라고 밝혔다.

### 메갈리아 지지 논란
EZ2AC의 외주 참여 아티스트인 Team Progressive의 일부 멤버들과 공모전 당선 아티스트인 Symphonian이 트위터에 메갈리아를 지지하는 글을 올리고 자신의 의견에 반대하는 사람들을 블락하면서 논란이 일었다.

### 패치 사이트 해킹 논란
2016년 8월 1일, EZ2AC 패치 사이트가 갑자기 무단으로 변조되는 일이 발생했는데, 이 시점에 CV2 모드가 추가된 NT 1.45 버전이 배포되었다. 이후 1.46 버전이 배포되면서 해당 사이트는 원상 복구되었으며, EZ2AC의 개발자들은 CV2 모드의 컨셉인 '해킹'을 통한 이벤트라고 해명했다.

## 이지투온과의 관계
싸이칸엔터테인먼트의 개발팀에서 독립한 업체인 레트로게임즈와 계약을 체결하여 제작된 EZ2ON은 기존 이지투디제이의 수록곡들을 넣어 정식 서비스가 이루어졌었다. 또한 7th TraX 1.5의 수록곡에 대해 계약이 만료되어 일부 곡이 이지투온에 서비스됐으며, 7th 제작에 참여한 제작진의 일부가 레트로게임즈에서 이지투온의 제작에 합류했다. 그리고 다시 오픈한 이지투온은 fromsmk의 Ez2Dj, EZ2AC 수록곡 Frozen Eyes와 Sigma를 8월 13일 업데이트 하였다. 그리고 2020년 8월말 스팀과 모바일로 재출시될 이지투온에서도 기존 EZ2AC 곡들이 수록될 예정이다. 그리고 스팀 얼리액세스는 최종적으로 2021년 3월 17일부터 시작될 예정이다. 심지어 공동 개발에 참여하였다.

## 참조
1. ↑  EZ2DJ 7th TraX Bonus Edition revision A 까지는 어뮤즈월드, EZ2AC Time Travler 까지는 스퀘어픽셀즈 가 개발을 맡았다.
2. ↑  서윤경 (2002년 11월 28일). “어뮤즈월드, 코나미 의장권 대법원서 승소”. 2007년 7월 8일에 확인함.
3. ↑  양영권 (2007년 7월 8일). “"EZ2DJ,日게임 표절"..117억 배상판결”. 2007년 7월 8일에 확인함.
4. ↑  “보관된 사본”. 2016년 4월 15일에 원본 문서에서 보존된 문서. 2016년 3월 26일에 확인함.
5. ↑  https://twitter.com/sq_pixels/status/436787482961518592

## 같이 보기
- 이지투댄서 (EZ2Dancer)
- 이지투온 (EZ2ON)
- 세이빈 사운드 스타 (3S)